# マヤ＝レシア・ネイラー
- マイア＝レシア・ネイラー

マヤ＝レシア・ネイラー（英語: Mya-Lecia Naylor、2002年11月6日 - 2019年4月7日）は、イギリスの女優、歌手、モデル。CBBC製作のコメディドラマ『ミリー・インビトゥウィーン』や『オールモスト・ネヴァー』などでの活躍で知られる。

## 経歴
ネイラーは、2002年11月6日にイングランドのウォリックシャーで、マーティン・ネイラーとゼナ・ネイラーの間に生まれた。出生後は一家でロンドンのクロイドン区に移り住み、ロイヤル・ラッセル・スクールとコロマ修道女学院で教育を受けた。
ネイラーは2004年にBBC製作のコメディ番組『アブソリュートリー・ファビュラス』に出演したが、これが彼女にとっての初舞台である。2011年にはコメディ番組『タティズ・ホテル』で主人公のタティを演じ、子供向け番組『カートゥーンニト・テイルズ』に赤ずきん役で出演するなど、本格的に女優の道を歩み始めた。翌年、彼女はテレビドラマ『ザ・ラスト・ウィークエンド』への出演に加え、トム・ハンクス主演のSF映画『クラウド・アトラス』にミロ役で出演している。2013年にはホラー映画『コード・レッド』で主演を務め、2014年にはSF映画『インデックス・ゼロ』にも出演した。同年より2018年まで、CBBC製作のコメディドラマ『ミリー・インビトゥウィーン』で、主人公のフランを演じた。2015年には、ラジオドラマ『ミスター・リーズナブル』にてサマンサ・リーズナブル役をこなしている。2019年より、CBBC製作のコメディドラマ『オールモスト・ネヴァー』に出演していたが、これが彼女にとって生前最後の作品となった。
ネイラーはバンド活動も行っており、「angels N' bandits」のメンバーでもあった。
2019年4月7日、ネイラーは突然意識を失い、16歳という若さで急死した。死因は明らかにされていない。

## 主な出演作品
| 年            | 題名                                 | 役       | 備考           |
| ------------- | ------------------------------------ | -------- | -------------- |
| 2004年        | 『アブソリュートリー・ファビュラス』 | ジェーン | 1話            |
| 2011年        | 『タティズ・ホテル』                 | タティ   | 主演           |
| 2011年        | 『カートゥーンニト・テイルズ』       | 赤ずきん | 1話            |
| 2012年        | 『ザ・ラスト・ウィークエンド』       | ベサニー | 2話            |
| 2012年        | 『クラウド・アトラス』               | ミロ     | 映画           |
| 2013年        | 『コード・レッド』                   | ミリアム | 映画           |
| 2014年        | 『インデックス・ゼロ』               | –        | 映画           |
| 2014年–2018年 | 『ミリー・インビトゥウィーン』       | フラン   | レギュラー出演 |
| 2019年        | 『オールモスト・ネヴァー』           | マヤ     | レギュラー出演 |